# Pictoon
Pictoon est un studio d'animation sénégalais créé en 1998 et basé à Dakar. C'est le premier studio de production et d'animation africain. Il produit des séries d'animation et des courts métrages animés pédagogiques ou publicitaires.

## Histoire
Le studio Pictoon est cofondé en 1998 à Dakar par la franco-sénégalaise Aïda N'Diaye et le franco-camerounais Pierre Awoulbe Sauvalle. Sauvalle a étudié l'animation en France, à l'école des Beaux-arts de Paris puis à l'école des Gobelins, avant de retourner en Afrique. En 2002, le studio livre sa première série télévisée d'animation, Kabongo le griot. La série trouve son public auprès de plusieurs télévisions africaines, mais peine à trouver des distributeurs en Europe et notamment en France. Le studio surmonte alors ses difficultés financières en recentrant ses activités sur le domaine plus rentable des courts métrages institutionnels et des clips pédagogiques, notamment pour le Ministère de la santé, mais ne renonce pas à produire d'autres fictions. Pictoon réalise également un clip pour le rappeur français Pit Baccardi. 
En 2009, les employés réguliers du studio oscillent entre une trentaine et une cinquantaine, et le studio collabore avec une centaine de dessinateurs. Pictoon a mis au point son propre centre de formation afin de former des dessinateurs et des animateurs sur place. Les conditions matérielles de travail sont rendues difficiles par les fréquentes coupures d'électricité, qui contraignent le studio à renouveler fréquemment son parc informatique.

## Filmographie

### Séries télévisées
- 2002 : Kabongo le griot (13 épisodes de 13 minutes)

### Long métrage
- (prévu en 2012) : Lions invincibles[5]